# Draba incana
Draba incana es una especie de planta de flores de la familia Brassicaceae.

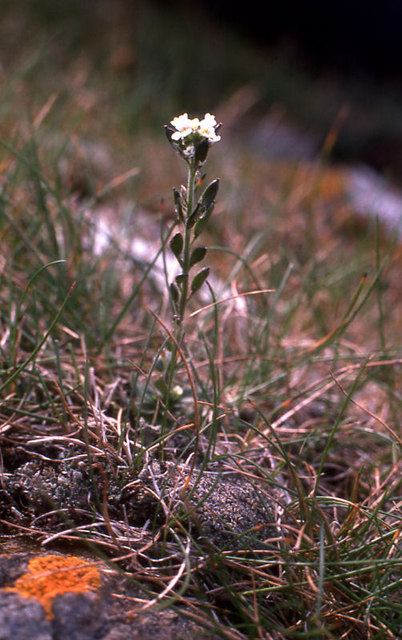
Vista de la planta

## Descripción
Se distingue por su vaina elíptica y estrecha, a menudo retorcida cuando está madura. Perenne o bienal, robusta o delgada de hasta 35 cm, de tallos florales foliares simples o ramosos, y hojas basales lanceoladas, pelosas. Flores blancas, de 3-5 mm de diámetro. Especie muy variable.

## Distribución y hábitat
En rocas, dunas y montañas. Florece en verano. La encontramos en Gran Bretaña, Dinamarca, Finlandia, Irlanda, Islandia, Noruega, España, Suiza, Austria y Rusia.
En España está considera planta extinguida, por Resolución de 1 de agosto de 2018, de la Secretaría de Estado de Medio Ambiente, por la que se publica el Acuerdo de la Conferencia Sectorial de Medio Ambiente en relación con el Listado de especies extinguidas en todo el medio natural español. BOE Nº 195, lunes 13 de agosto de 2018.

## Taxonomía
Draba incana fue descrita por Carlos Linneo  y publicado en Species Plantarum 2: 643. 1753.
Etimología
Ver: Draba, Etimología
incana: epíteto latíno que significa "de color gris.
Sinonimia
- Draba bernensii Moritzi
- Draba bernensis Moritzi
- Draba confusa Ehrh.
- Draba confusa var. paucifolia DC.
- Draba contorta Ehrh.
- Draba contorta var. linearifolia DC.
- Draba glabella Richardson
- Draba ledebourii Rouy & Foucaud
- Drabella incana Bubani[4]